# Gheorghe Roman (primar)
Gheorghe Roman (n. 1913, Iași, România – d. 1997, București, România) a fost un comunist român, primar al Bucureștiului în perioada decembrie 1950 - decembrie 1951. A fost ales la alegerile de la 3 decembrie 1950 ca șef al Sfatului Popular al Capitalei.